# Pseuderanthemum tonkinense
Pseuderanthemum tonkinense är en akantusväxtart som beskrevs av Raymond Benoist. Pseuderanthemum tonkinense ingår i släktet Pseuderanthemum och familjen akantusväxter. Inga underarter finns listade i Catalogue of Life.